# マツダ・BT-50
BT-50（ビーティーフィフティー ）は、マツダが販売する小型〜中型クラスの1トンピックアップトラックである。先代のプロシード（海外名:Bシリーズ）の大型版でもあり、日本・北米市場では販売していない。初代、2代目は当時提携していたフォードのレンジャーとプラットフォームを共有している。3代目はいすゞ・D-MAXのOEM車であり、オーストラリアマツダとメキシコマツダは10月18日午前9時（日本時間）にBT-50 2025年モデルを正式発表した。

## 初代（2006年-2011年）J97M型
2006年3月22日の第27回バンコク国際モーターショー で発表された。欧州では同年7月の英国国際モーターショーにて初公開となった。
フォードとの共同開発車で、従来のプロシード（海外名:Bシリーズ）の後継に当たり、フォード・レンジャー（北米規格ではなく、国際規格のPJ/PK型）の姉妹車である。エンジンはレンジャーと同じ「デュラトルク」コモンレール式直噴ターボディーゼルエンジンで、2.5Lと3.0L（いずれも直列4気筒）が用意される。2006年11月下旬には、ボルグワーナー製トランスファーケース付5速ATとサイドエアバッグを追加した。
BT-50は2008年第1四半期にマイナーチェンジされ、インテリアが改良され、いくつかのオプションアイテムが標準装備された。
メキシコと中南米で販売されるモデルには、次のパワートレインが含まれる。
- 2.6L 直列4気筒 4x4のみ、エンジンとトランスミッションは先代のマツダ・B2600と同じ
- 2.2L 直列4気筒 4x2のみ、旧型B2200と同じエントリーモデル
- 2.5Lディーゼル直列4気筒(4x2または4x4)

生産はマツダとフォードとのタイ合弁会社であるオートアライアンス・タイランド(AAT)社を始め数ヶ所で行われ、北米や日本以外の国 (オセアニア、欧州等) に輸出された。BT-50は日本では販売も生産もされていない。

### グレード構成
以下は、オーストラリア仕様のグレードである。
シングルキャブ
- B2500 DX - 4x2、5速MTのみ
- B3000 DX - 4x4、5速MTのみ
- B3000 Freestyle DX+ - 4x2と4x4が選択可能、5速MTのみ
- B3000 Freestyle SDX - 4x4のみ、2008年モデル以降は5速MTと5速ATが選択可能

ダブルキャブ
- B3000 DX - 4x2と4x4が選択可能、2008年モデル以降は5速MTと5速ATが選択可能
- B3000 SDX - 4x4のみだが、5速MTと5速ATが選択可能

2010年モデル以降には、全てのグレード名に「Boss」を冠している。

### エンジン
| エンジン                                           | 排気量   | 最高出力                    | 最大トルク         | 環境              |
| -------------------------------------------------- | -------- | --------------------------- | ------------------ | ----------------- |
| MZR-CD 直列4気筒DOHC ターボディーゼル コモンレール | 2,499 cc | 105 kW (143 PS) / 3,500 rpm | 330 Nm / 1,800 rpm | Euro step 3に適合 |
| MZR-CD 直列4気筒DOHC ターボディーゼル コモンレール | 2,953 cc | 115 kW (156 PS) / 3,200 rpm | 380 Nm / 1,800 rpm | Euro step 3に適合 |

### 寸法
単位はmm（ミリメートル）である。
| グレード            | ホイールベース | 全長  | 全幅  | 全高  | 車高 |
| ------------------- | -------------- | ----- | ----- | ----- | ---- |
| B2500 DX            | 2,985          | 4,841 | 1,715 | 1,622 | 181  |
| B3000 DX            | 3,000          | 4,841 | 1,807 | 1,743 | 207  |
| B3000 Freestyle DX+ | 3,000          | 4,841 | 1,807 | 1,743 | 207  |
| B3000 Freestyle SDX | 3,000          | 5,169 | 1,807 | 1,750 | 207  |

| グレード  | ホイールベース | 全長  | 全幅  | 全高  | 車高 |
| --------- | -------------- | ----- | ----- | ----- | ---- |
| B3000 DX  | 3,000          | 5,169 | 1,807 | 1,755 | 207  |
| B3000 SDX | 3,000          | 5,169 | 1,807 | 1,762 | 207  |

## 2代目（2011年-2020年）UP/UR型
2010年10月、シドニーで開催されたオーストラリア国際モーターショー(AIMS)にて2代目豪州仕様ダブルキャブの市販予定車を世界初公開v。
先代同様、フォード・レンジャー（国際規格版のT6型）をベースとする。BT-50はメルボルンにあるフォード・オーストラリアのデザインセンターに拠点を置くマツダチームによって設計されたが、フォードとマツダは両方ともそれぞれ独自に作業した。外装パネルのうち、フロントガラス、ルーフ、リアスクリーンのみがレンジャーとBT-50で共通だが、基礎部分はほぼ同じである。
2011年7月メルボルンで開催されたAIMSでは、荷物用の後部ドアを小型化し観音開き仕様にした「フリースタイルキャブ」仕様を世界初公開。オーストラリアでは同年の10月から市販が開始された。
ボディタイプは、ダブルキャブ、フリースタイルキャブ、シングルキャブの3種。エンジンは2種類で、シングルキャブのFRモデルに直列4気筒2.2L IC付ターボディーゼルが用意されるほかは直列5気筒3.2L IC付ターボディーゼルが搭載される。トランスミッションは6速のMTまたはATが組み合わせられる。なおインドネシアなどでは初代も併売されており、2代目は「BT-50 PRO」と区別されている。

### フェイスリフト
2015年7月、マイナーチェンジを受けた後期型がAAT社にて生産開始。同年秋よりタイおよびオーストラリアにて順次発売予定。主に外観上での変更となっており、フロントフェイス、リアコンビネーションランプやアルミホイールなどいくつかの装備が変更されている。また、フェイスリフト前のモデルとのわずかな価格差がある。パワートレーンやラインナップは前期型に準じる。
2018年に2度目のマイナーチェンジが行われ、フロントグリルが大型化した。アルパインのサウンドヘッドユニットによるApple CarPlayとAndroid Autoのサポートが追加された。

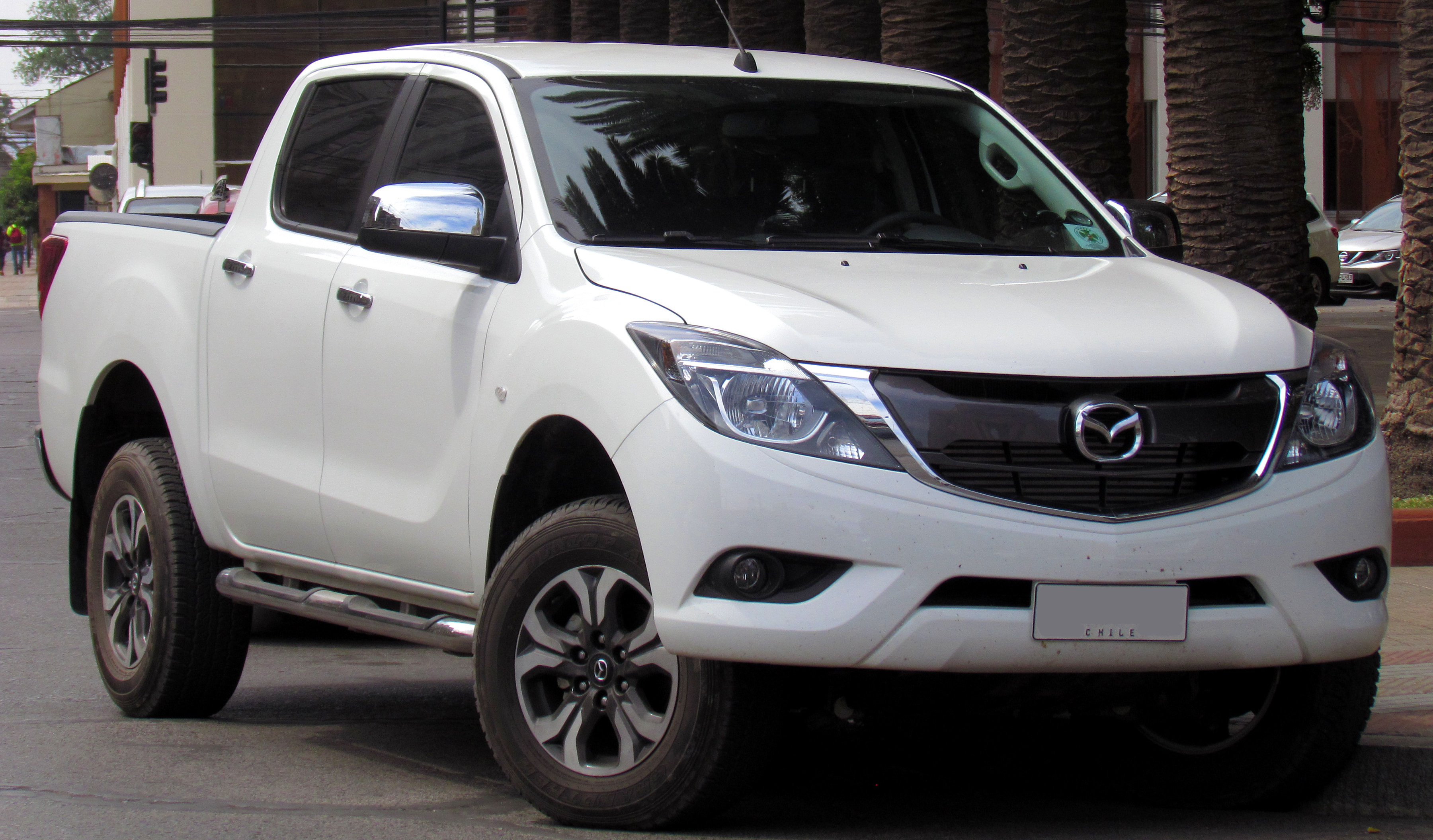
2016年モデル SDX Hi Rider フロント
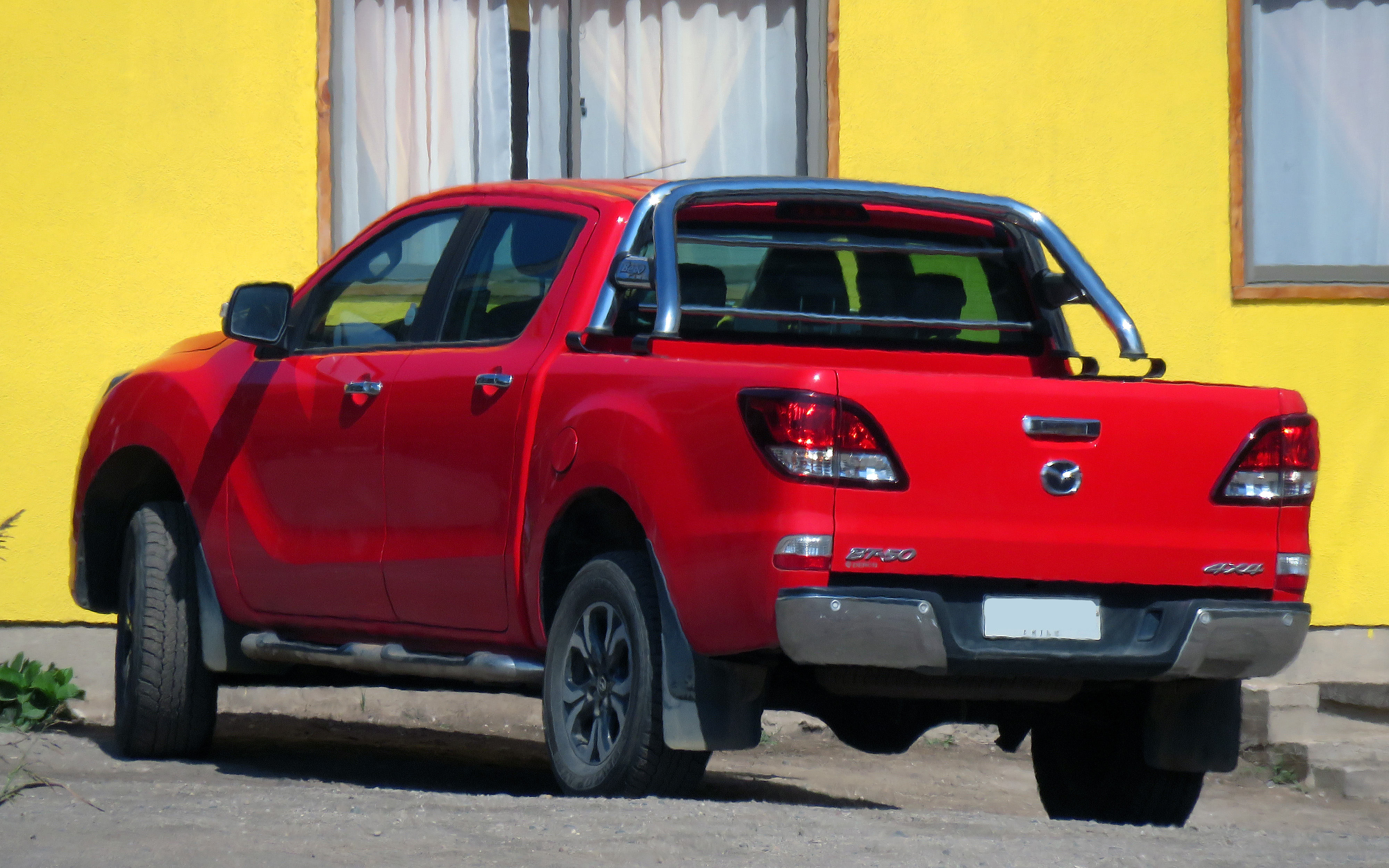
2016年モデル TDCi リア
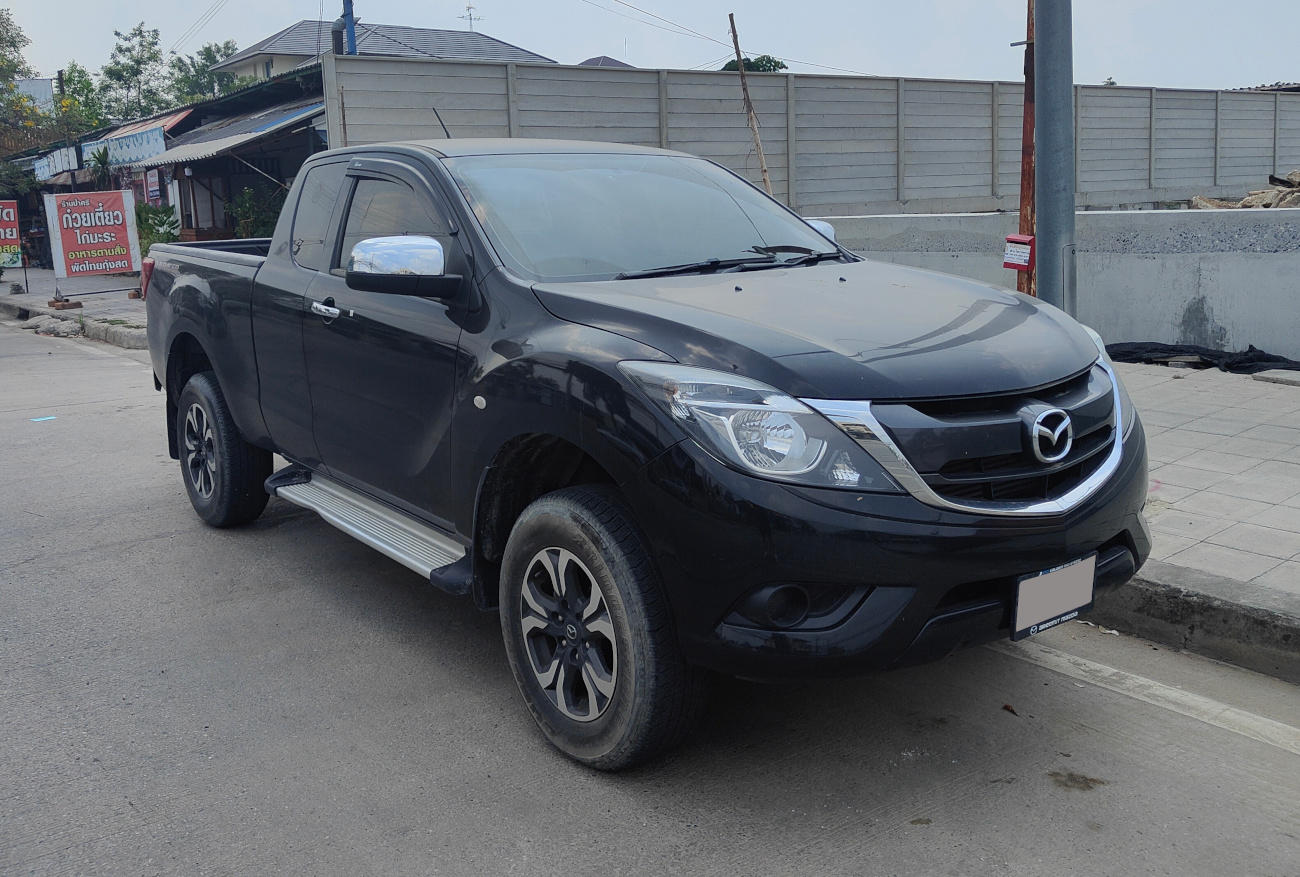
後期型 UR Hi Rider フロント
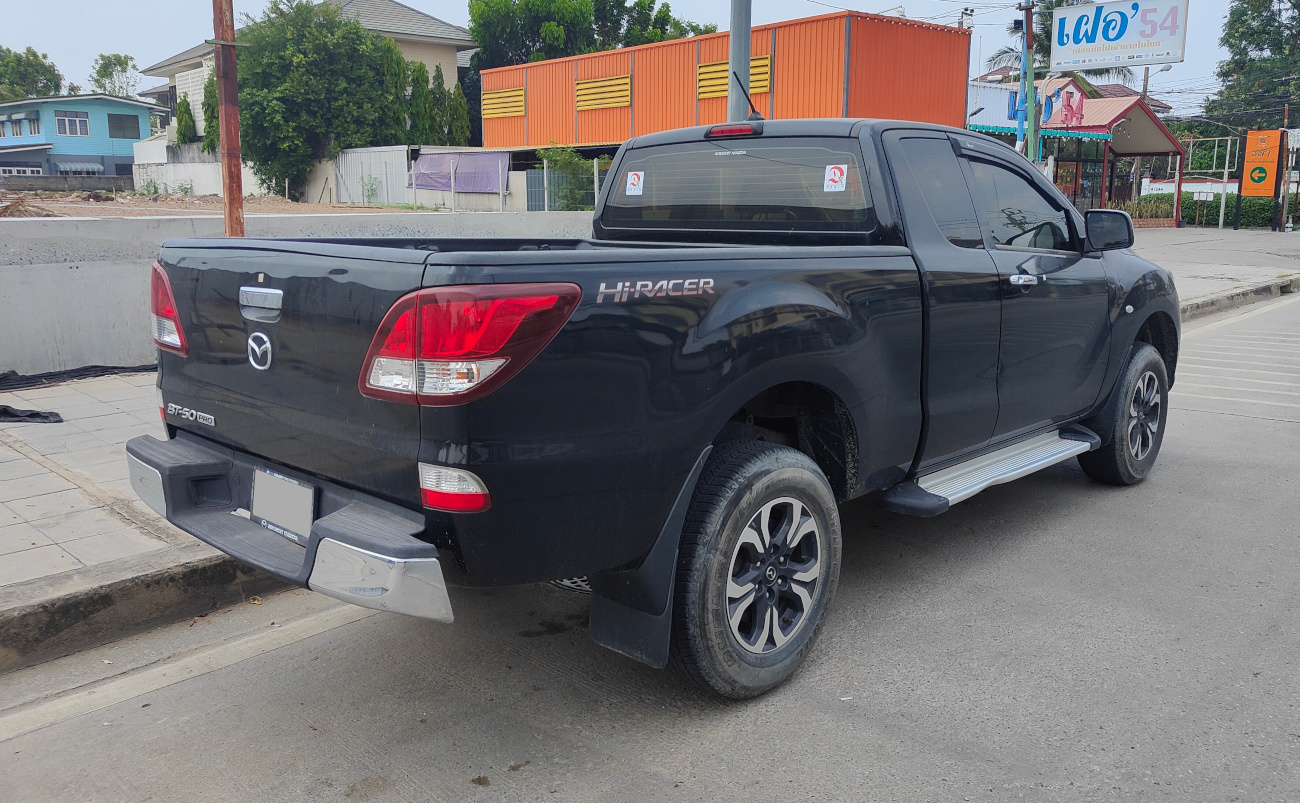
後期型 UR Hi Rider リア

パンゴリンエディション（Pangolin Edition）
2020年11月、マツダ・フィリピンは絶滅危惧種のパンゴリンの認知度を高めるためにBT-50 4x4 パンゴリンエディションを発売した。このバリエーションは、マットブラックグリル、アルミルーフラック、ロールバー等を装備していた。

### グレード構成
以下は、オーストラリア仕様のグレードである。
シングルキャブ
- XT - 4x2と4x4が選択可能、6速MTのみ

フリースタイルキャブ
- XT - 4x2と4x4が選択可能、6速MTのみ
- XTR - 4x4、6速MTのみ

ダブルキャブ
- XT - 4x2と4x4、6速MTと6速ATが選択可能。2019年モデルには特別仕様車「Hi Rider」が追加された。
- XTR - 4x2と4x4、6速MTと6速ATが選択可能
- GT - 4x4のみだが、6速MTと6速ATが選択可能。2019年モデルにはこれをベースにしたグレード「Boss」が追加された。寸法はGTと概ね変わらない。

### エンジン
| エンジン                                      | 排気量   | 最高出力                     | 最大トルク                 |
| --------------------------------------------- | -------- | ---------------------------- | -------------------------- |
| MZ-CD 直列4気筒 ターボディーゼル コモンレール | 2,198 cc | 88.3 kW (120 PS) / 3,700 rpm | 285 Nm / 1,400 - 2,900 rpm |
| MZ-CD 直列5気筒 ターボディーゼル コモンレール | 3,198 cc | 147 kW (200 PS) / 3,000 rpm  | 470 Nm / 1,750 - 2,500 rpm |

### 寸法
単位はmm（ミリメートル）である。
| グレード | ホイールベース | 全長  | 全幅  | 全高  | 車高 |
| -------- | -------------- | ----- | ----- | ----- | ---- |
| XT       | 3,220          | 5,124 | 1,850 | 1,800 | 232  |

| グレード | ホイールベース | 全長  | 全幅  | 全高  | 車高 |
| -------- | -------------- | ----- | ----- | ----- | ---- |
| XT       | 3,220          | 5,124 | 1,850 | 1,800 | 232  |
| XTR      | 3,220          | 5,365 | 1,850 | 1,810 | 237  |

| グレード | ホイールベース | 全長  | 全幅  | 全高  | 車高 |
| -------- | -------------- | ----- | ----- | ----- | ---- |
| XT       | 3,220          | 5,373 | 1,850 | 1,815 | 232  |
| XTR      | 3,220          | 5,365 | 1,821 | 237   |      |
| GT       | 3,220          | 5,365 | 1,821 | 237   |      |

## 3代目（2020年-）TF型
2015年にフォードによる資本提携が解消して以降、マツダはピックアップトラックのラインナップが無くなることを危惧していた。同じ頃、いすゞ自動車もゼネラルモーターズと結んでいたピックアップトラックに関する関係が解消したことで販路を失うところだった。こうした状況から両社は意気投合し、2016年にいすゞからマツダへOEM供給を行うことが発表された。このOEM供給が後に、3代目のBT-50になる。
2020年6月17日に、マツダオーストラリアのオフィシャルWebサイトにて3代目モデルが世界初公開された。
3代目のBT-50は、同社が販売しているD-MAX（3代目）をベースに、デザインテーマである「魂動（こどう）-SOUL of MOTION」を導入し、D-MAXとは異なるマツダ流のフロントフェイスが与えられている。いすゞの幹部はオーストラリアのメディアCarsGuideに対し、マツダはD-Maxの開発には関与しておらず、代わりにマツダが完成したピックアップトラックを手渡すと語った。その結果、BT-50はタイのサムットプラーカーン県サムロンにあるいすゞの工場で生産される。
ベース構造、ボディシェル、ウィングミラーはD-Maxと共通しているが、ボディパネルのほとんどに独自性を持たせている。いすゞ製3.0リッター直列4気筒4JJ3-TCXターボディーゼルエンジンを搭載するが、これは従来の3.2L 直列5気筒フォード・デュラトルクターボディーゼルエンジン「MZ-CD」に代わる。
3代目のBT-50には、グリルのレーダーセンサーではなく、フロントガラスのツインカメラによるアダプティブクルーズコントロールが初めて装備され、車両前方にオフロードアクセサリーを取り付けることが可能である。自動緊急ブレーキ、ブラインドゾーン警告、リアクロストラフィックアラート、レーンキーピングアシスト、センターエアバッグも一部のトリムで選択可能である。
2020年10月よりオーストラリアで販売開始。当初はダブルキャブのみでスタートし、遅れてフリースタイルキャブやシングルキャブ（スタンダードキャブ）が投入された。
2021年1月21日にはタイでの販売が開始される。最大のトピックは歴代最小排気量の1.9Lのエンジンである。
2021年11月17日にフィリピンで販売が開始された。車種は4x2スタンダード（6速マニュアルとオートマチック）と4x4プレミアム（オートマチックのみ）の2種である。3.0Lの4JJ3-TCXエンジンが搭載されている。
2021年11月30日にマレーシアで販売が開始された。1.9 Single Cab 4x4（マニュアルのみ）、1.9 Mid 4x4（マニュアルとオートマチック）、1.9 High 4x4（オートマチックのみ）、3.0 High Plus 4x4（オートマチックのみ）の4車種5タイプがある。
2022年1月4日にマツダのオーストラリア法人によって「BT-50 XTR LE」が公開された。従来の中核グレードとなる「XTR」をベースに、ポリッシュ仕上げのシングルフープ合金製ブルバー、ポリッシュ仕上げのスポーツバーなどを装着したモデルである。
2022年7月25日にマツダのニュージーランド法人によって、「リミテッド」グレードの上に最上級グレード「TAKAMI」グレードが追加されたと発表された。
2023年2月20日、オーストラリアの主要な自動車出版物「CarExpert」の開催する「CarExpert Ute of the Year 2023」で、「ベストツーリング部門（4気筒）」と「ベストパフォーマンス部門（4気筒）」に選ばれた。CarExpertの担当者は、「BT-50の考え抜かれたドライブトレインとサスペンションのパッケージが、優れたけん引力と好燃費を提供することを示しています。加えてBT-50はブレーキ性能も高く、比較対象となったどのモデルよりも短い停止時間を記録しました。これは乾燥状態のみならず湿った状態でのブレーキテストでも頂点となるもので、BT-50のレベルの高さが浮き彫りになりました。今回のテストによって、BT-50は同セグメントの模範としての地位を固めることになるでしょう」と述べている。
2024年10月18日、オーストラリアやメキシコでビッグマイナーチェンジが発表された。

### グレード構成
以下は、オーストラリア仕様のグレードである。
シングルキャブ
- XS - シャシー荷台、4x2、6速ATのみ、1.9Lエンジンを搭載
- XT - シャシー荷台、6速MTのみ、4x2と4x4が選択可能、3.0Lエンジンを搭載

フリースタイルキャブ
- XT - シャシー荷台、6速MTのみ、4x2と4x4が選択可能、3.0Lエンジンを搭載

ダブルキャブ
- XS - ピックアップ荷台、4x2、6速ATのみ、1.9Lエンジンを搭載
- XT - シャシー荷台とピックアップ荷台、4x2と4x4、6速MTと6速ATが選択可能、3.0Lエンジンを搭載
- XTR - シャシー荷台とピックアップ荷台、4x2と4x4、6速MTと6速ATが選択可能、3.0Lエンジンを搭載
- GT - ピックアップ荷台、4x4のみだが、6速MTと6速ATが選択可能、3.0Lエンジンを搭載
- SP - ピックアップ荷台、4x4、6速ATのみ、3.0Lエンジンを搭載
- Thunder - 4x4、6速ATのみ

### 諸元

#### エンジン
| エンジン                                             | 排気量   | 最高出力                    | 最大トルク                 |
| ---------------------------------------------------- | -------- | --------------------------- | -------------------------- |
| RZ4E-TC GEN2 直列4気筒 ターボディーゼル コモンレール | 1,898 cc | 110 kW (150 PS) / 3,600 rpm | 350 Nm / 1,800 - 2,600 rpm |
| 4JJ3-TCX 直列4気筒 ターボディーゼル コモンレール     | 2,999 cc | 140 kW (190 PS) / 3,600 rpm | 450 Nm / 1,600 - 2,600 rpm |

#### 寸法
単位は、ミリメートル(mm)である。
なお、全幅はミラーを除いた数値である。
| グレード | ホイールベース | 全長  | 全幅  | 全高  | 車高 |
| -------- | -------------- | ----- | ----- | ----- | ---- |
| XS       | 3,125          | 5,320 | 1,870 | 1,790 | 235  |
| XT       | 3,125          | 5,320 | 1,870 | 1,790 | 235  |

| グレード | ホイールベース | 全長  | 全幅  | 全高  | 車高 |
| -------- | -------------- | ----- | ----- | ----- | ---- |
| XT       | 3,125          | 5,320 | 1,870 | 1,800 | 235  |

| グレード            | ホイールベース | 全長  | 全幅  | 全高  | 荷台長 | 荷台幅 | 荷台高 | 車高 |
| ------------------- | -------------- | ----- | ----- | ----- | ------ | ------ | ------ | ---- |
| XT（シャシー）      | 3,125          | 5,280 | 1,870 | 1,800 | 不明   | 不明   | 不明   | 235  |
| XTR（シャシー）     | 3,125          | 5,280 | 1,870 | 1,800 | 不明   | 不明   | 不明   | 240  |
| XS                  | 3,125          | 5,280 | 1,870 | 1,785 | 1,571  | 1,530  | 490    | 235  |
| XT（ピックアップ）  | 3,125          | 5,280 | 1,870 | 1,785 | 1,571  | 1,530  | 490    | 235  |
| XTR（ピックアップ） | 3,125          | 5,280 | 1,870 | 1,790 | 1,571  | 1,530  | 490    | 240  |
| GT                  | 3,125          | 5,280 | 1,870 | 1,790 | 1,571  | 1,530  | 490    | 240  |
| SP                  | 3,125          | 5,280 | 1,870 | 1,810 | 1,571  | 1,530  | 490    | 240  |
| Thunder             | 3,125          | 5,280 | 1,870 | 1,790 | 1,571  | 1,530  | 490    | 240  |

#### 重量
単位は、キログラム(kg)である。
ここでは基本的に、4x2のオートマチック車について記述する。マニュアル車はオートマチック車と比べて本体重量が10kg軽く、最大積載量が10kg重い。
| グレード | 車両重量 | 最大積載量 | 車両総重量 | 牽引（ブレーキなし） | 牽引（ブレーキあり） |
| -------- | -------- | ---------- | ---------- | -------------------- | -------------------- |
| XS       | 1,620    | 1,380      | 3,000      | 750                  | 3,000                |
| XT (4x2) | 1,685    | 1,315      | 3,000      | 750                  | 3,500                |
| XT (4x4) | 1,770    | 1,330      | 3,100      | 3,500                | 750                  |

| グレード | 車両重量 | 最大積載量 | 車両総重量 | 牽引（ブレーキなし） | 牽引（ブレーキあり） |
| -------- | -------- | ---------- | ---------- | -------------------- | -------------------- |
| XT (4x2) | 1,755    | 1,245      | 3,000      | 3,500                | 750                  |
| XT (4x4) | 1,840    | 1,260      | 3,100      | 3,500                | 750                  |

| グレード            | 車両重量                | 最大積載量              | 車両総重量              | 牽引（ブレーキなし） | 牽引（ブレーキあり） |
| ------------------- | ----------------------- | ----------------------- | ----------------------- | -------------------- | -------------------- |
| XT（シャシー）      | 1,805 (4x2) 1,890 (4x4) | 1,195 (4x2) 1,210 (4x4) | 3,000 (4x2) 3,100 (4x4) | 3,500                | 750                  |
| XTR（シャシー）     | 1,910                   | 1,190                   | 3,000 (4x2) 3,100 (4x4) | 3,500                | 750                  |
| XS                  | 1,865 (4x2) 1,935 (4x4) | 1,135 (4x2) 1,165 (4x4) | 3,000 (4x2) 3,100 (4x4) | 3,000                | 750                  |
| XT（ピックアップ）  | 1,925 (4x2) 2,010 (4x4) | 1,075 (4x2) 1,090 (4x4) | 3,000 (4x2) 3,100 (4x4) | 3,500                | 750                  |
| XTR（ピックアップ） | 1,945 (4x2) 2,030 (4x4) | 1,055 (4x2) 1,070 (4x4) | 3,000 (4x2) 3,100 (4x4) | 3,500                | 750                  |
| GT                  | 2,035                   | 1,065                   | 3,000 (4x2) 3,100 (4x4) | 3,500                | 750                  |
| SP                  | 2,208                   | 892                     | 3,000 (4x2) 3,100 (4x4) | 3,500                | 750                  |
| Thunder             | 2,213                   | 887                     | 3,000 (4x2) 3,100 (4x4) | 3,500                | 750                  |

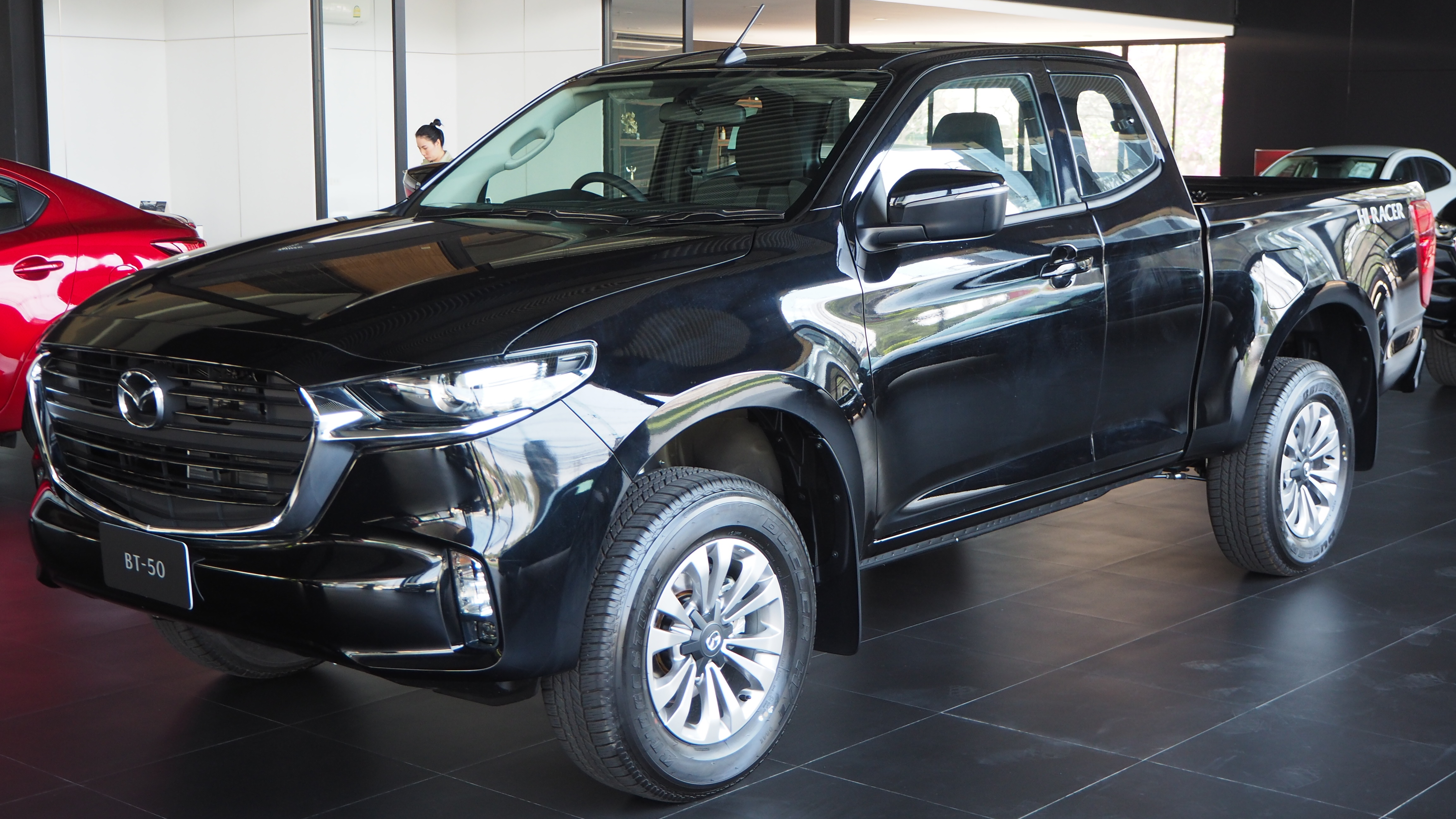
2021年モデルフリースタイルキャブ Hi-Racer フロント
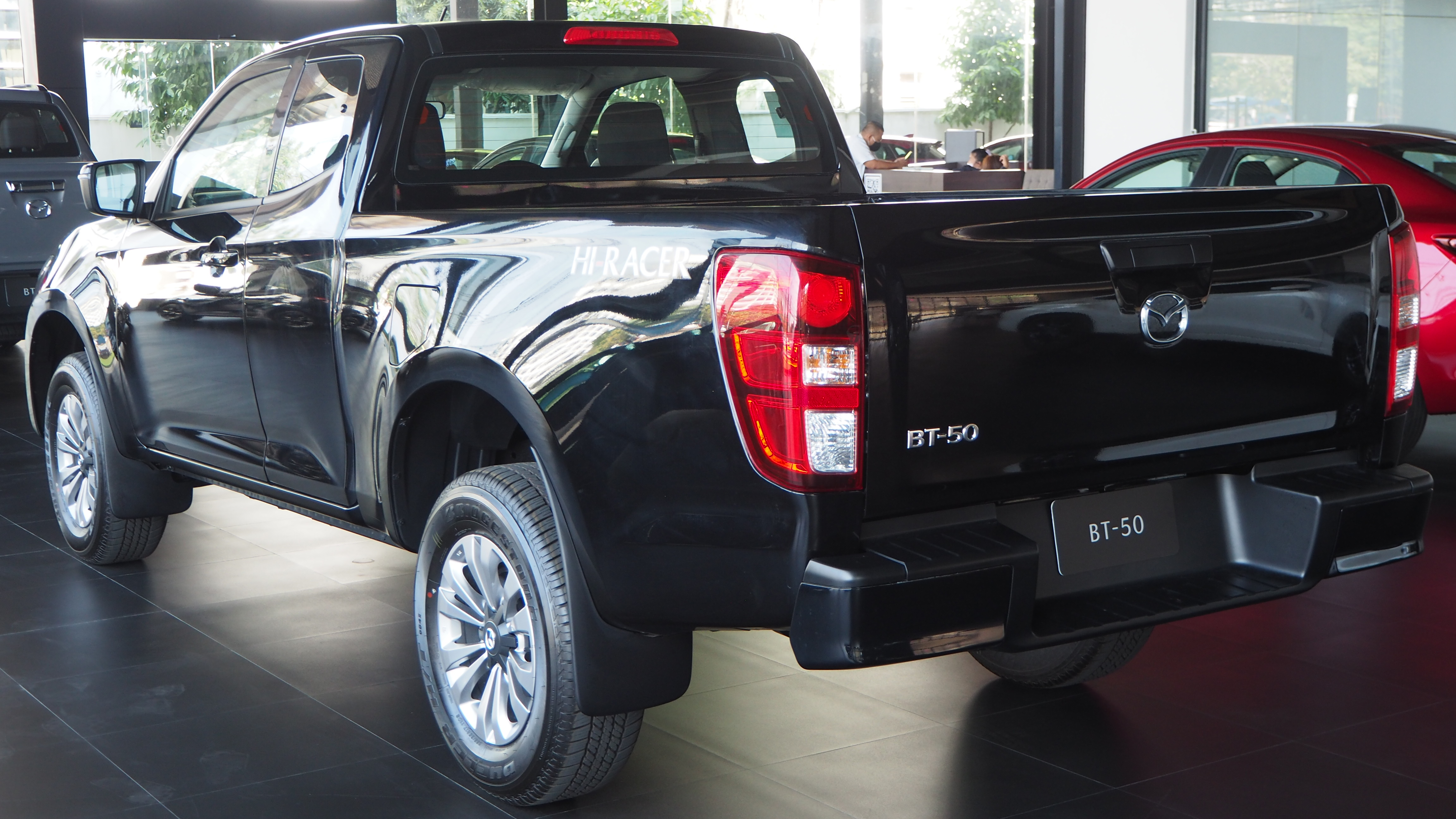
2021年モデルフリースタイルキャブ Hi-Racer リア
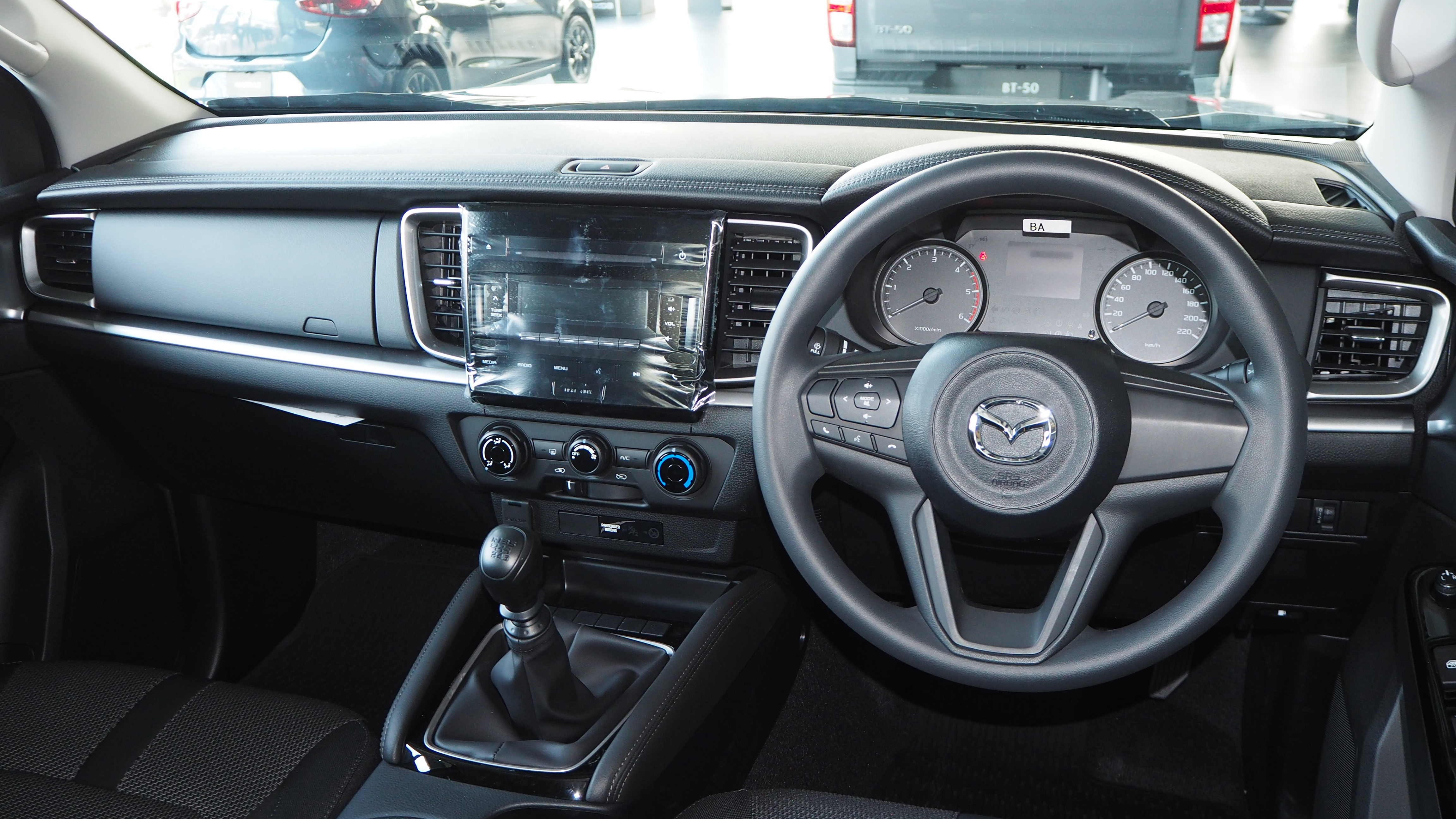
2021年モデルフリースタイルキャブ Hi-Racer インテリア
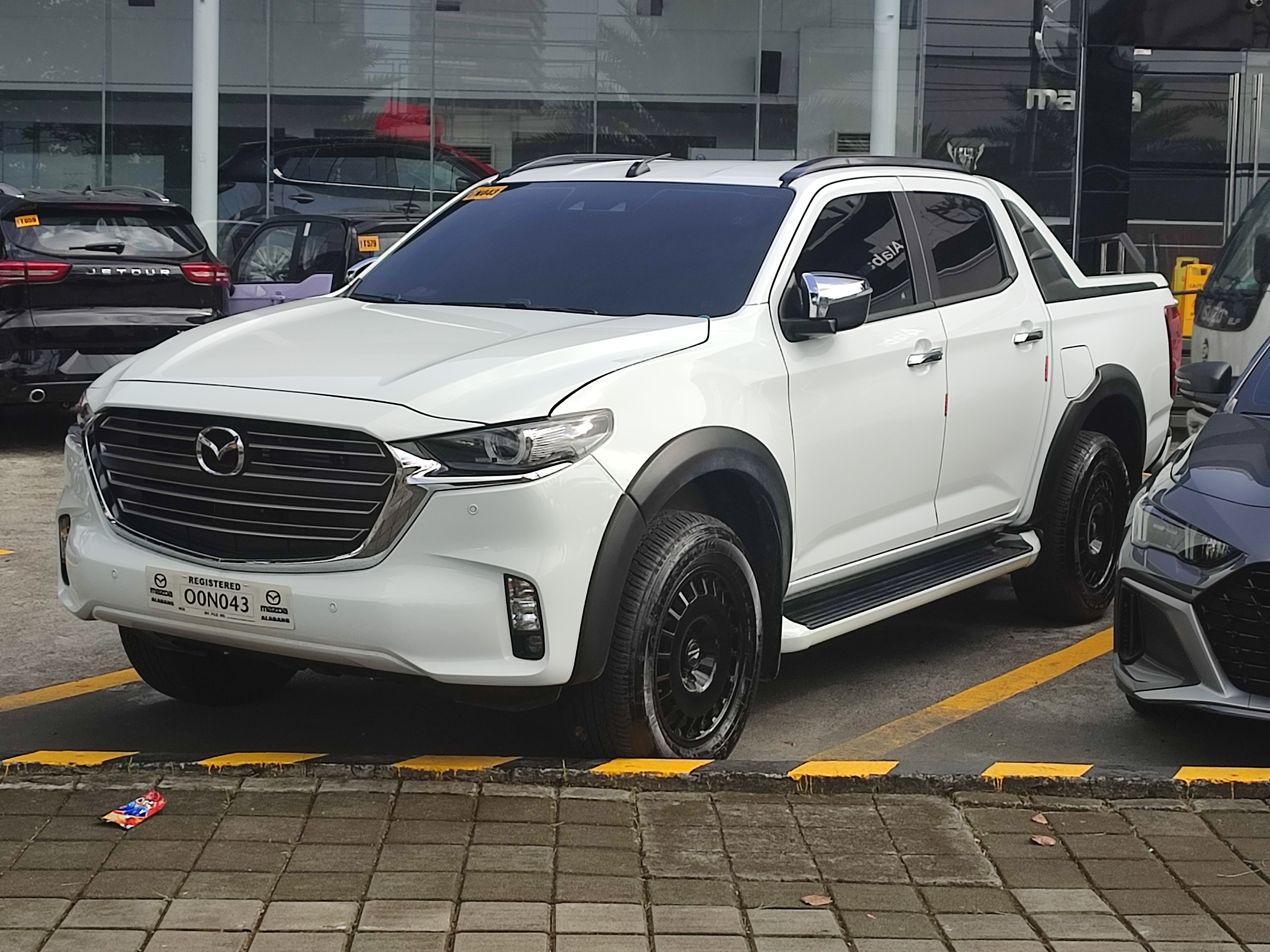
2023年モデルダブルキャブ 'Pangolin Edition II' フロント
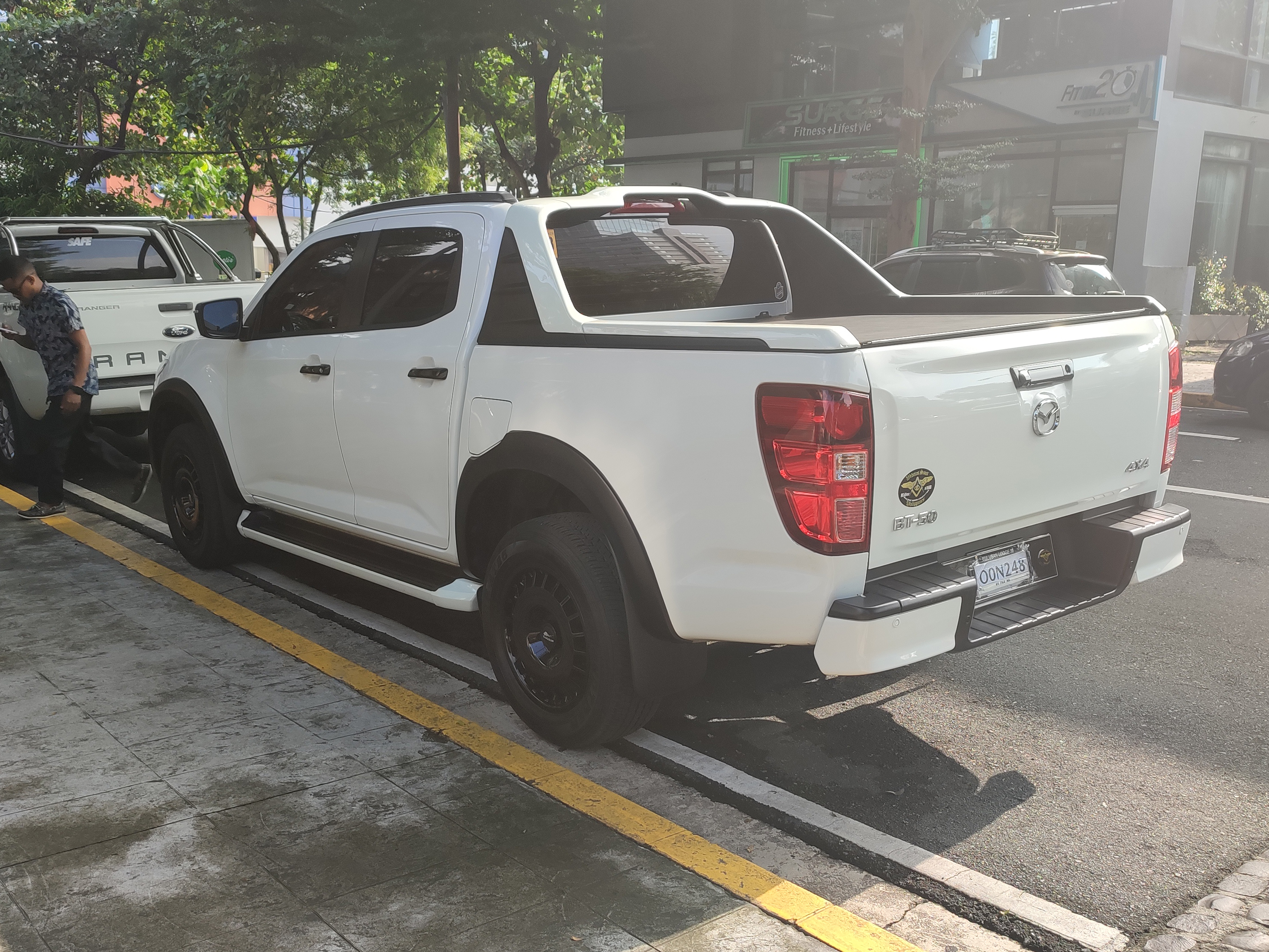
2023年モデルダブルキャブ 'Pangolin Edition II' リア
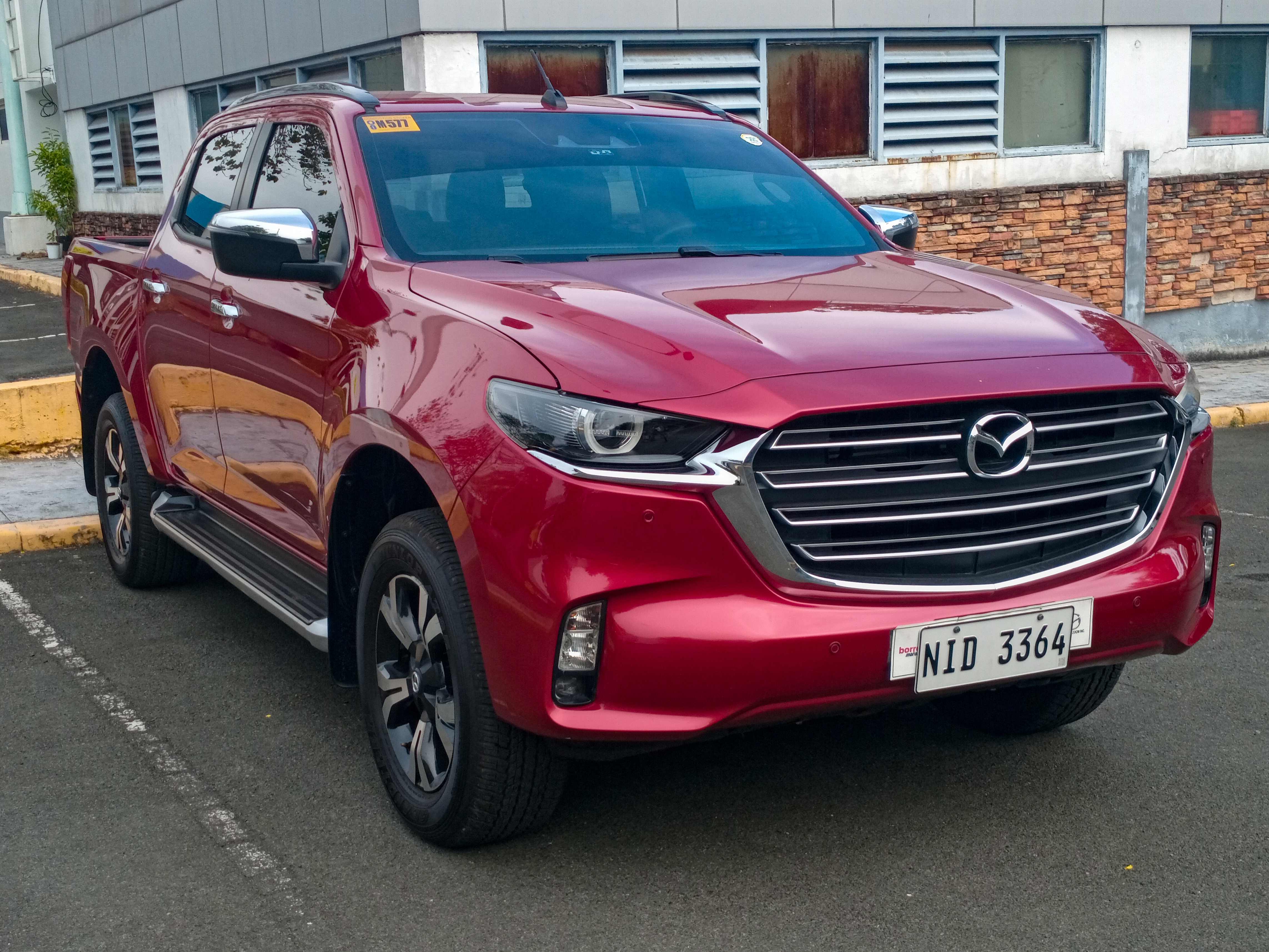
2023年モデルダブルキャブ Premium フロント
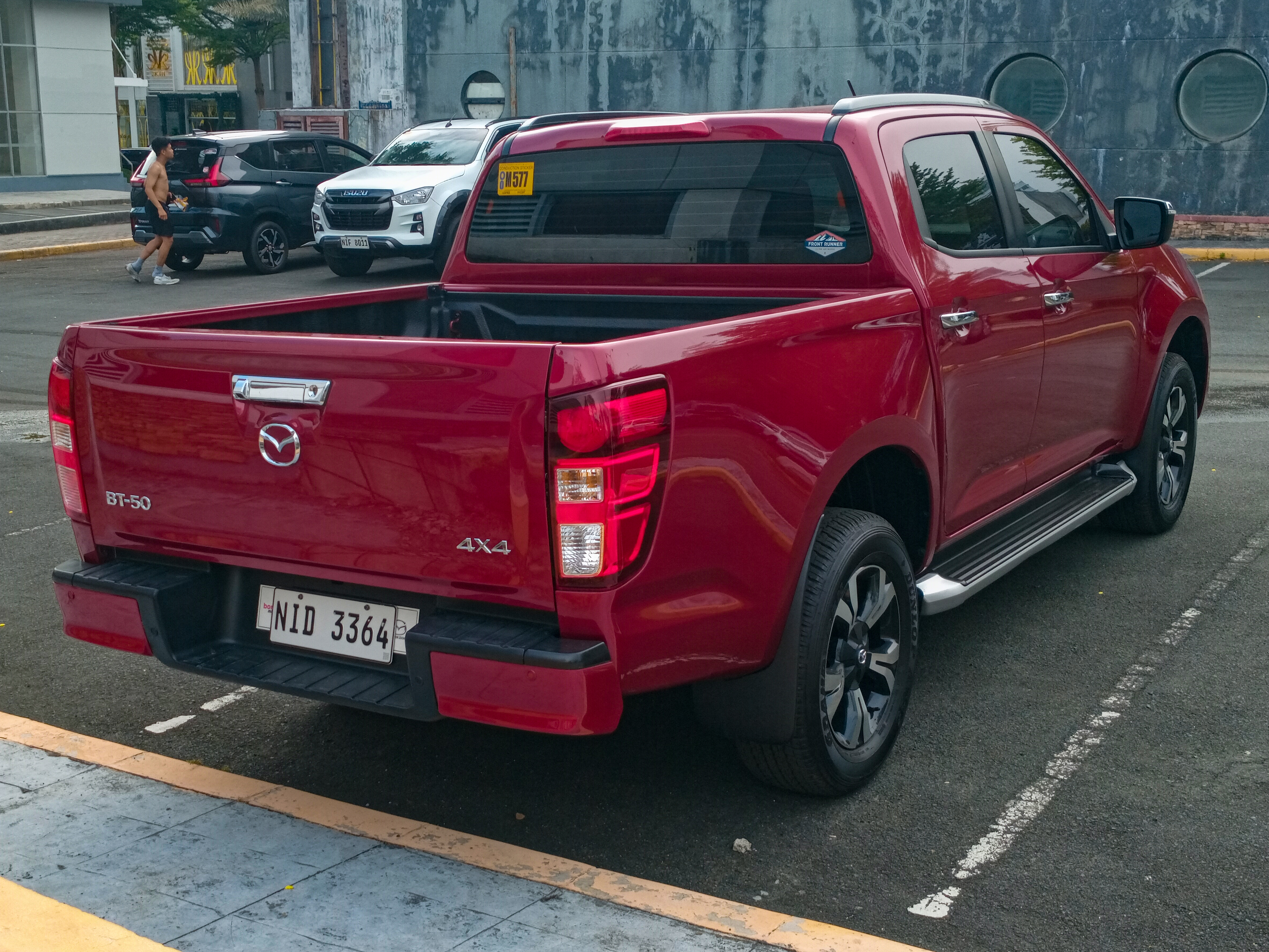
2023年モデルダブルキャブ Premium リア
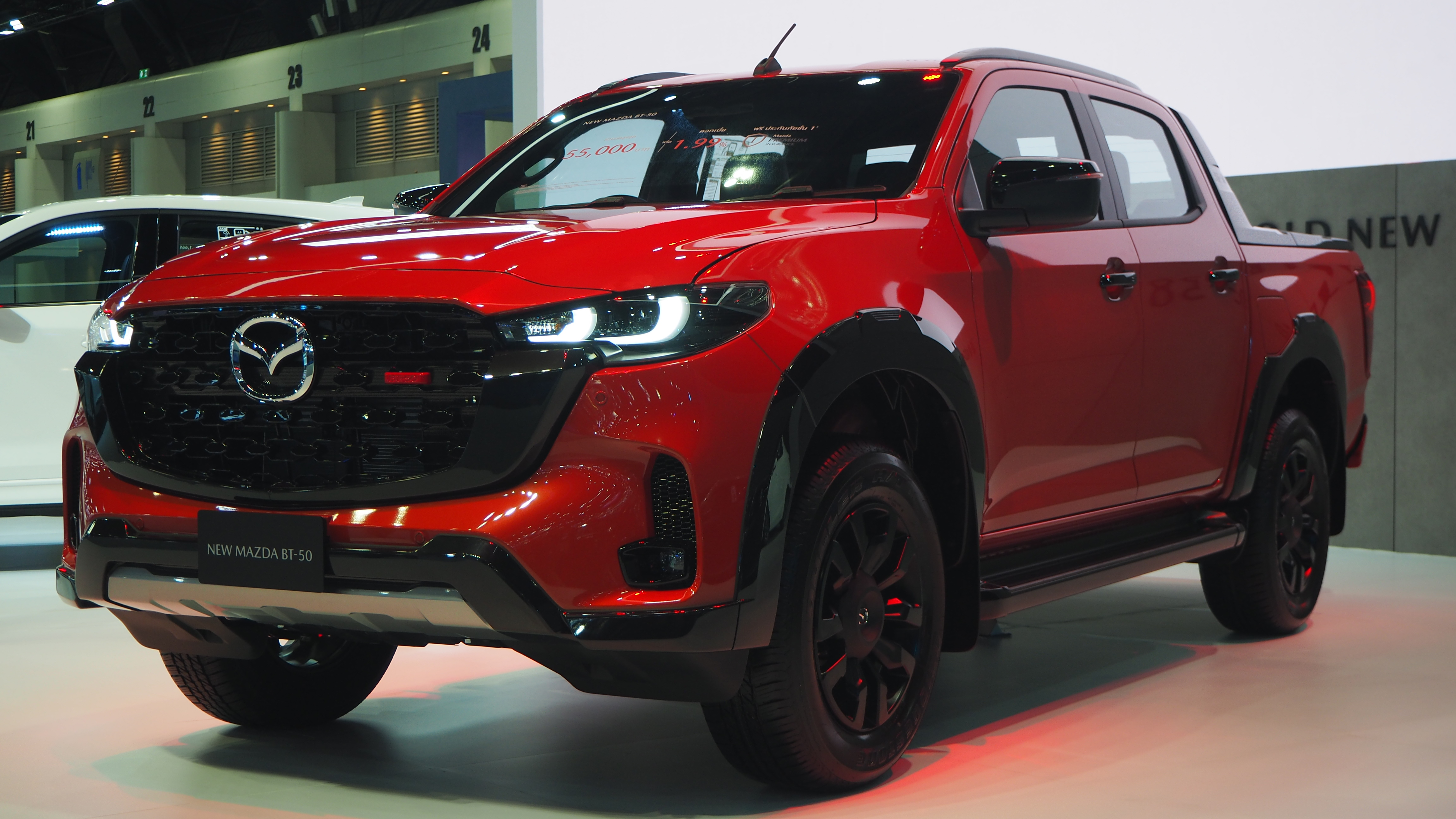
2024年モデルダブルキャブ XTR
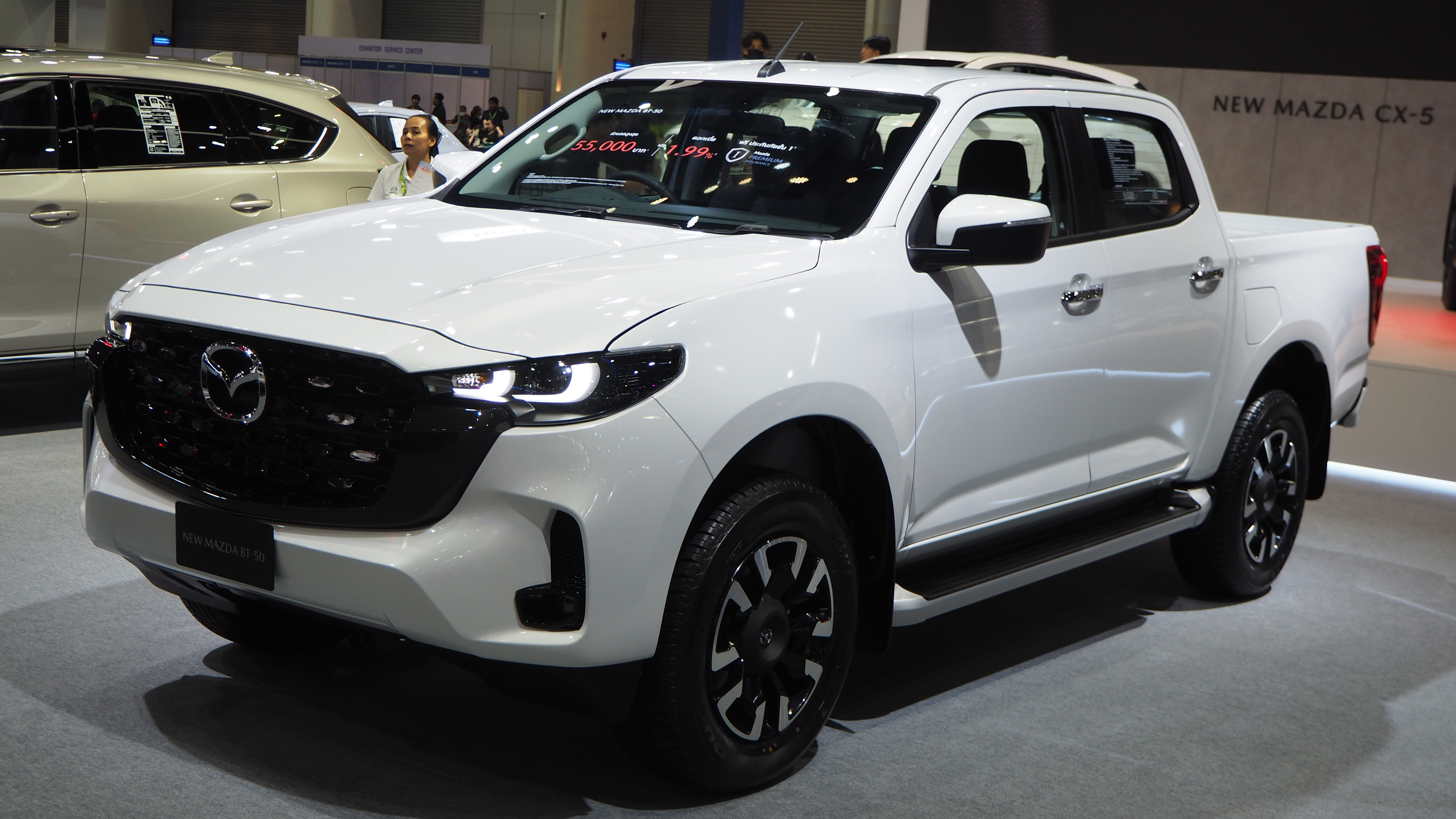
2024年モデルダブルキャブ Hi-Racer XT

## 車名の由来
「BT」は、従来モデルである「B-Series Truck」（Bシリーズトラック）の頭文字をあてたもので、これまで培って来たマツダピックアップトラックの伝統を継承するモデルであることを意味しており、「50」はこの1トントラックが、積載量500kg程度の小型トラックと大型トラックの中間に位置することを示している。
また、開発陣は「BT」という車名を「Best Truck」の頭文字と解釈し、セグメントにおいて文字通り最も優れたトラックとするべく開発を進めてきたという経緯がある。